# Saison 8 de Desperate Housewives
Chronologie
Saison 7
Cet article présente le guide des épisodes de la huitième et ultime saison du feuilleton télévisé américain Desperate Housewives.
Cette saison fait suite aux événements de la fin de la septième saison : la relation naissante de Bree Van de Kamp et Chuck Vance, l'effondrement du couple de Lynette et Tom Scavo, le retour de Susan et de Mike Delfino et le meurtre d'Alejandro Perez, l'ex-beau-père de Gabrielle Solis, par son époux Carlos, un meurtre que les Housewives vont devoir couvrir.

## Distribution

### Acteurs principaux
- Teri Hatcher (VF : Claire Guyot) : Susan Delfino
- Felicity Huffman (VF : Caroline Beaune) : Lynette Scavo
- Marcia Cross (VF : Blanche Ravalec) : Bree Van de Kamp
- Eva Longoria (VF : Odile Schmitt) : Gabrielle Solis
- Vanessa Williams (VF : Isabelle Leprince) : Renee Perry
- Ricardo Antonio Chavira (VF : Bernard Gabay) : Carlos Solis
- Doug Savant (VF : Emmanuel Curtil) : Tom Scavo
- Jonathan Cake (VF : Guillaume Orsat) : Chuck Vance
- Charles Mesure (VF: Paul Borne) : Ben Faulkner
- Madison De La Garza : Juanita Solis
- Brenda Strong (VF : Françoise Cadol) : Mary Alice Young
- James Denton (VF : Arnaud Arbessier) : Mike Delfino (épisodes 1 à 17 et 23)

### Acteurs récurrents
- Kathryn Joosten (VF : Nicole Favart) : Karen McCluskey
- Tuc Watkins (VF : Jérôme Rebbot) : Bob Hunter
- Kevin Rahm (VF : Pierre Tessier) : Lee McDermott
- Andrea Bowen (VF : Karine Foviau) : Julie Mayer (épisodes 13 à 23)
- Joshua Logan Moore (VF : Thomas Sagols) : Parker Scavo
- Darcy Rose Byrnes (VF : Claire Bouanich) : Penny Scavo
- Mason Vale Cotton : M.J. Delfino
- Andrea Parker (VF : Françoise Rigal) : Jane Carlson

### Acteurs invités
- Dana Delany (VF : Marine Jolivet) : Katherine Mayfair (épisode 23)
- Mark Moses (VF : Luc Bernard) : Paul Young (épisode 2)
- Kyle MacLachlan (VF : Patrick Poivey) : Orson Hodge (épisodes 13 à 15)
- Joy Lauren (VF : Manon Azem) : Danielle Van de Kamp (épisode 4)
- Max Carver (VF : Alexandre Nguyen) : Preston Scavo
- Charlie Carver (VF : Olivier Martret) : Porter Scavo
- Orson Bean (VF : Jean-François Laley) : Roy Bender
- Shawn Pyfrom (VF : Yoann Sover) : Andrew Van de Kamp (épisode 18)
- Daniella Baltodano : Celia Solis
- Michael Dempsey : Inspecteur Murphy
- Miguel Ferrer (VF : Patrick Messe) : Andre Zeller
- Tony Plana (VF : François Dunoyer) : Alejandro Perez
- Scott Bakula (VF : Guy Chapellier) : Trip Weston (épisodes 19 à 23)
- Sarah Paulson (VF : Laurence Dourlens) : Lydia Lindquist

## Épisodes

### Épisode 1:Tout remettre en ordre
- États-Unis /  Canada : 25 septembre 2011 sur ABC / CTV[1]
- Belgique : 29 décembre 2011 sur Be 1
- Québec : 20 mars 2012 sur Radio-Canada[2]
- France : 
  - 12 avril 2012 sur Canal+[3]
  - 19 septembre 2012 sur M6[4]
- Suisse : 29 août 2012 sur TSR1

- États-Unis : 9,93 millions de téléspectateurs[5] (première diffusion)
- Canada : 1,744 million de téléspectateurs[6]
- France : 3,43 millions de téléspectateurs et 13.4% d'audience (M6)

- Cory Belvins (Officier)
- Michael Blaiklock (Le père Benson)
- Sam McMurray (Le père Dugan)
- Wendy Benson (Mme Henderson)
- Tony Plana (Alejandro)

- Gabrielle confesse dans cet épisode avoir embrassé deux filles lorsqu'elle était à l'université alors qu'on apprenait dans les précédentes saisons qu'elle avait quitté l'école à quinze ans.
- Le titre est une parodie du film de Clint Eastwood, Minuit dans le jardin du bien et du mal sorti en 1998.
- Première apparition de Charles Mesure (Ben Faulkner).

### Épisode 2:Créer des liens
- États-Unis /  Canada : 2 octobre 2011 sur ABC / CTV
- Belgique : 5 janvier 2012 sur Be 1
- Québec : 27 mars 2012 sur Radio-Canada
- France : 
  - 12 avril 2012 sur Canal+
  - 19 septembre 2012 sur M6
- Suisse : 29 août 2012 sur TSR1

- États-Unis : 9,16 millions de téléspectateurs[7]
- Canada : 1,583 million de téléspectateurs[8]
- France : 3,43 millions de téléspectateurs et 13.4% d'audience (M6)

Mark Moses (Paul Young)
- Bien que créditée, l'actrice Madison De La Garza (Juanita Solis) n’apparaît pas dans cet épisode.
- Dernière apparition de Mark Moses (Paul Young).

### Épisode 3:L'Art du camouflage
- États-Unis /  Canada : 9 octobre 2011 sur ABC / CTV
- Belgique : 12 janvier 2012 sur Be 1
- Québec : 3 avril 2012 sur Radio-Canada
- France : 
  - 12 avril 2012 sur Canal+
  - 26 septembre 2012 sur M6
- Suisse : 29 août 2012 sur TSR1

- États-Unis : 8,63 millions de téléspectateurs[9] (première diffusion)
- Canada : 1,186 million de téléspectateurs[10]
- France : 3,39 millions de téléspectateurs (M6)

- Sarah Paulson (VF :  Laurence Dourlens) (Lydia Lindquist)
- Christopher Gartin (Rashi Brickmeyer)
- Isabella Acres (Jenny)

- Bien que crédités, les acteurs Doug Savant (Tom Scavo) et Madison De La Garza (Juanita Solis) n'apparaissent pas dans cet épisode.
- Ce titre est une parodie du film de Jean-Jacques Zilberman, Tout le monde n'a pas eu la chance d'avoir des parents communistes, sorti en 1993.

### Épisode 4:Les Révoltés d'Oakridge
- États-Unis /  Canada : 16 octobre 2011 sur ABC / CTV
- Belgique : 19 janvier 2012 sur Be 1
- Québec : 10 avril 2012 sur Radio-Canada
- France : 
  - 19 avril 2012 sur Canal+
  - 26 septembre 2012 sur M6
- Suisse : 5 septembre 2012 sur TSR1

- États-Unis : 8,27 millions de téléspectateurs[11] (première diffusion)
- Canada : 1,631 million de téléspectateurs[12]

- Joy Lauren (Danielle Van de Kamp)
- Beth Littleford (Dana)
- Jillian Armenante (Rachel)
- Melissa Greenspan (Cindy)
- Ruby Lewis (Chloé)
- Jake Soldera (Benjamin McCann)

- Ce titre est une parodie du film de Lewis Milestone sorti en 1962, Les révoltés du Bounty.

### Épisode 5:Un rôle à jouer
- États-Unis /  Canada : 23 octobre 2011 sur ABC / CTV
- Belgique : 26 janvier 2012 sur Be 1
- Québec : 17 avril 2012 sur Radio-Canada
- France : 
  - 19 avril 2012 sur Canal+
  - 26 septembre 2012 sur M6
- Suisse : 5 septembre 2012 sur TSR1

- États-Unis : 9,17 millions de téléspectateurs[13] (première diffusion)
- Canada : 1,65 million de téléspectateurs[14]

- Becky Wu (Amy Yamada)
- Melissa Greenspan (Cindy)
- Lindsey Stoddart (Melissa)
- Dakin Matthews (Révérend Sykes)

- Bien que crédités, les acteurs Madison De La Garza (Juanita Solis) et Jonathan Cake (Chuck Vance) n'apparaissent pas dans cet épisode.
- Ce titre est une parodie d'un film de Alfred Hitchcock sorti en 1954, Le crime était presque parfait.

### Épisode 6:La Paranoïa
- États-Unis /  Canada : 30 octobre 2011 sur ABC / CTV
- Belgique : 2 février 2012 sur Be 1
- Québec : 24 avril 2012 sur Radio-Canada
- France : 
  - 26 avril 2012 sur Canal+
  - 3 octobre 2012 sur M6
- Suisse : 5 septembre 2012 sur TSR1

- États-Unis : 9,28 millions de téléspectateurs[15] (première diffusion)
- Canada : 1,631 million de téléspectateurs[16]

- Andrea Parker (Jane)
- Tony Plana (Alejandro)
- Becky Wu (Amy Yamada)
- Scott Lawrence (Allen)
- Mason Cook (Jasper Zeller)

- Bien que crédités, les acteurs Jonathan Cake (Chuck Vance) et James Denton (Mike Delfino) n'apparaissent pas dans cet épisode.
- Ce titre est évidemment la parodie du film sorti en 2010, La princesse et la grenouille.
- Une petite erreur s'est glissée lors de la scène ou Gabi sursaute, en sortant, on peut apercevoir un membres de l'équipe du tournage.

### Épisode 7:La Maîtrise de la situation
- États-Unis /  Canada : 6 novembre 2011 sur ABC / CTV
- Belgique : 9 février 2012 sur Be 1
- France : 
  - 26 avril 2012 sur Canal+
  - 3 octobre 2012 sur M6
- Québec : 1er mai 2012 sur Radio-Canada
- Suisse : 12 septembre 2012 sur TSR1

- États-Unis : 8,78 millions de téléspectateurs[17] (première diffusion)
- Canada : 1,444 million de téléspectateurs[18]

- Andrea Parker (Jane)
- Becky Wu (Amy Yamada)

- Ce titre est une parodie du film de 1985 de René Féret, Le Mystère Alexina.

### Épisode 8:Nos faiblesses
- États-Unis /  Canada : 13 novembre 2011 sur ABC / CTV
- Belgique : 16 février 2012 sur Be 1
- France :
  - 3 mai 2012 sur Canal+
  - 10 octobre 2012 sur M6
- Québec : 8 mai 2012 sur Radio-Canada
- Suisse : 12 septembre 2012 sur TSR1

- États-Unis : 9,29 millions de téléspectateurs[19] (première diffusion)
- Canada : 1,532 million de téléspectateurs[20]

- Leslie Jordan (Felix Bergman)
- Miguel Ferrer (Andre Zeller)
- Becky Wu (Amy Yamada)
- Melissa Greenspan (Cindy)
- Jérémy Glazer (Geoffrey)
- H. Richard Greene (M. Sweeney)
- Jayne Entwistle (Marilyn)

- Bien que crédités, les acteurs Madison De La Garza (Juanita Solis) et James Denton (Mike Delfino) n'apparaissent pas dans cet épisode.
- Ce titre est une parodie du film musical de George Cukor sorti en 1954, Une étoile est née.

Clin d'œil à la série "Le caméléon" avec Andrea Parker (où elle tenait le rôle de Miss Parker) en parlant du serveur Jared (Jarod) lors de la soirée au restaurant d'où ils reviennent avec Tom, lorsque Lynette est cachée sous le lit.

### Épisode 9:Totalement seules
- États-Unis /  Canada : 4 décembre 2011 sur ABC / CTV
- Belgique : 23 février 2012 sur Be 1
- France :
  - 3 mai 2012 sur Canal+
  - 10 octobre 2012 sur M6
- Québec : 15 mai 2012 sur Radio-Canada
- Suisse : 19 septembre 2012 sur TSR1

- États-Unis : 8,2 millions de téléspectateurs[21] (première diffusion)
- Canada : 1,533 million de téléspectateurs[22]

- Kathryn Joosten (Mrs. McCluskey)
- Andrea Parker (Jane)
- Charles Carpenter (bartender)
- Shulie Cowen (Deirdre)
- Jessica Vilchis (Jill)
- Jennifer Cortese (Kelly)
- Leslie Jordan (Felix Bergman)
- Ruby Lewis (Chloe)
- Jeremy Rowley (nurse)
- Jeremy Luke (Jimmy)
- Cynthia Sophiea (mother)
- Joe Marinelli (father)
- J.J. Boone (administrator)
- Lou Richards (night manager)
- Jean Iavelli (Grandmother Manzani)

- Dans la scène d'ouverture, un flashback met en scène Bree, dans sa cuisine, après le départ d'Orson pour la prison. On aperçoit en arrière-plan la salle à manger de Bree, peinte en jaune. Cependant, la pièce était à l'époque peinte en vert. Elle ne sera peinte en jaune que quelques années plus tard, durant la septième saison.
- La chambre de motel où Bree se retrouve à la fin de l'épisode est la même que celle dans laquelle elle retrouvait Karl dans la saison 6.
- Ce titre est une parodie du film de 2007 réalisé par Claude Berri, Ensemble c'est tout.

### Épisode 10:Garder un secret
- États-Unis /  Canada : 8 janvier 2012 sur ABC / CTV Two
- Belgique : 1er mars 2012 sur Be 1
- France : 
  - 10 mai 2012 sur Canal+
  - 17 octobre 2012 sur M6
- Québec : 22 mai 2012 sur Radio-Canada
- Suisse : 19 septembre 2012 sur TSR1

- États-Unis : 8,84 millions de téléspectateurs[23] (première diffusion)

- Kathryn Joosten (Mme McCluskey)
- Joshua Logan Moore (Parker Scavo)
- Darcy Rose Byrnes (Penny Scavo)
- Daniella Baltodano (Celia Solis)
- Tuc Watkins (Bob Hunter)
- Michael Dempsey (Détective Murphy)
- Lee Meriwether (Doris)
- Robert Reinis (détective)
- Jeremy Rowley (infirmier)
- Christine Clayburg (présentatrice TV)
- Eddie Driscoll (chauffeur de taxi)

- Ce titre est une parodie du film de Bernardo Bertlucci sorti en 1972, Le Dernier Tango à Paris.
- Quand Tom allume la radio, on peut entendre Les Quatre Saisons d'Antonio Vivaldi.

### Épisode 11:Nos amis nous disent la vérité
- États-Unis /  Canada : 15 janvier 2012 sur ABC / CTV Two
- Belgique : 8 mars 2012 sur Be 1
- France : 
  - 10 mai 2012 sur Canal+
  - 17 octobre 2012 sur M6
- Québec : 29 mai 2012 sur Radio-Canada
- Suisse : sur TSR1

- États-Unis : 7,91 millions de téléspectateurs[24] (première diffusion)

- Joshua Logan Moore (Parker Scavo)
- Darcy Rose Byrnes (Penny Scavo)
- Daniella Baltodano (Celia Solis)
- Daniela Bobadilla (Marisa Sanchez)
- Justina Machado (Claudia Sanchez)
- Rick Peters (Bradley)
- Edie McClurg (Connie)
- Jacqueline McKenzie (Alexandria)
- Jayne Entwistle (Marilyn)
- Jeff Denton (homme)
- Patrick Faucette (conducteur du bâtiment)
- Sal Landi (Donny, l'usurier)
- Wolf Muser (en) (M. Jacobs)
- Emrhys Cooper (Richard)
- Jeff L. Williams (ouvrier du bâtiment)
- Jonathan Strait (mari)

### Épisode 12:Un mauvais souvenir
- États-Unis /  Canada : 22 janvier 2012 sur ABC / CTV Two
- Belgique : 15 mars 2012 sur Be 1
- France : 
  - 17 mai 2012 sur Canal+
  - 24 octobre 2012 sur M6
- Québec : 5 juin 2012 sur Radio-Canada

- États-Unis : 7,48 millions de téléspectateurs[25] (première diffusion)

- Kathryn Joosten (Mme McCluskey)
- Mason Vale Cotton (MJ Delfino)
- Daniela Bobadilla (Marisa Sanchez)
- Justina Machado (Claudia Sanchez)
- Dakin Matthews (Révérend Sykes)
- Patrick Fabian (Frank)
- Jeffrey Corbett (Don)
- Cameron Mathison (Greg)
- Sal Landi (Donny, l'usurier)
- Doug Purdy (homme)
- Christian Meoli (en) (ouvrier)

- Pour le titre, la reprise du film La Vérité si je mens ! est pour la seconde fois utilisée comme dans le 2.13 "La vérité si tu parles".

### Épisode 13:Le Meilleur de nous-mêmes
- États-Unis /  Canada : 12 février 2012 sur ABC / CTV
- Belgique : 22 mars 2012 sur Be 1
- France : 
  - 17 mai 2012 sur Canal+
  - 24 octobre 2012 sur M6
- Québec : 12 juin 2012 sur Radio-Canada

- États-Unis : 6,4 millions de téléspectateurs[26] (première diffusion)

- Mason Vale Cotton (MJ Delfino)
- Andrea Bowen (Julie Mayer)
- Kyle MacLachlan (Orson Hodge)
- Patrick Fabian (Frank)
- John Rubinstein (principal Hobson)
- Mark Totty (Dylan)
- Brian Cousins (homme)
- Grant Venable (Ryan)
- Stephanie Erb (Debbie)
- Christopher Goodman (Bill)
- John Mattey (barman)
- Gary Hudson (Jerry)
- Kevin Makely (homme débraillé)

- Susan montre à Julie les vêtements que cette dernière portait quand elle était petite fille alors que la maison des Mayer brûle entièrement dans l'épisode 2.21, incluant ses vêtements.
- Cet épisode a notamment une audience des plus décevantes, c'est le pire score de l'histoire de la série (6,40 millions) aux États-Unis.
- Le titre canadien est le même que celui d'une chanson d'Alain Bashung en 1981, Vertige de l'amour.

### Épisode 14:La Femme parfaite
- États-Unis /  Canada : 19 février 2012 sur ABC / CTV
- Belgique : 29 mars 2012 sur Be 1
- France : 
  - 24 mai 2012 sur Canal+
  - 31 octobre 2012 sur M6
- Québec : 19 juin 2012 sur Radio-Canada

- États-Unis : 7,65 millions de téléspectateurs[27] (première diffusion)
- Canada : 1,334 million de téléspectateurs[28]
- France : 3,02 millions de téléspectateurs

- Kathryn Joosten (Mme McCluskey)
- Daniella Baltodano (Celia Solis)
- Andrea Bowen (Julie Mayer)
- Kyle MacLachlan (Orson Hodge)
- Charlie Carver (Porter Scavo)
- Max Carver (Preston Scavo)
- Orson Bean (Roy Bender)
- Sal Landi (Donny)
- Robert Pine (Dr Delson)
- Mike Foy (homme miteux)

- Ce titre est une parodie de la série L'Homme qui tombe à pic, datant de 1981.

### Épisode 15:Besoin d'aide
- États-Unis /  Canada : 4 mars 2012 sur ABC / CTV
- Belgique : 5 avril 2012 sur Be 1
- France :
  - 24 mai 2012 sur Canal+
  - 31 octobre 2012 sur M6
- Québec : 26 juin 2012 sur Radio-Canada

- États-Unis : 8,21 millions de téléspectateurs[29]
- Canada : 1,369 million de téléspectateurs[30]

- Kathryn Joosten (Karen McCluskey)
- Joshua Logan Moore (Parker Scavo)
- Darcy Rose Byrnes (Penny Scavo)
- Kyle MacLachlan (Orson Hodge)
- Charlie Carver (Porter Scavo)
- Orson Bean (Roy Bender)
- Sal Landi (Donny)

- Cette parodie du film Trois hommes et un couffin est pour la deuxième fois utilisée dans la série comme dans le 1.21 "Deux hommes et un couffin".
- Dernière apparition de Kyle MacLachlan (Orson Hodge).

### Épisode 16:Un voisin va mourir
- États-Unis /  Canada : 11 mars 2012 sur ABC / CTV
- Belgique : 12 avril 2012 sur Be 1
- France : 
  - 31 mai 2012 sur Canal+
  - 7 novembre 2012 sur M6
- Québec : 3 juillet 2012 sur Radio-Canada

- États-Unis : 8,39 millions de téléspectateurs[31]
- Canada : 1,446 million de téléspectateurs[32]

- Kathryn Joosten (Mme McCluskey)
- Darcy Rose Byrnes (Penny Scavo)
- Daniella Baltodano (Celia Solis)
- Orson Bean (Roy Bender)
- Andrea Parker (Jane)
- Michael Dempsey (détective Murphy)
- Derek Webster (détective Harrison)
- Jayne Entwistle (Marilyn)
- Stuart Pankin (Patrick)
- Sal Landi (Donny/l'usurier)
- Jack J. Bennett (métallurgiste)
- Katherine Emmer (Cindy)
- Griffin Barrett Cleveland (fils)
- Jorge-Luis Pallo (détective Gillette)

- Cet épisode marque la disparition tragique du personnage de Mike Delfino, pour des raisons scénaristiques. Il s'agit du 4e personnage principal de la série à mourir, après Mary-Alice Young, Rex Van de Kamp et Edie Britt. Cependant, comme de coutume,  le personnage refera une apparition à travers des flashbacks lors de l'épisode suivant qui lui est consacré. Nous le reverrons également lors de la scène finale du dernier épisode de la série, en compagnie des nombreux fantômes des habitants de Wisteria Lane.
- La mort de Mike dans cet épisode est l'élément déclencheur qui fait que Susan quitte Wisteria Lane comme le souhaitait Marc Cherry.
- Cette parodie du film Arrête-moi si tu peux de Steven Spielberg est pour la deuxième fois utilisée dans la série comme dans le 2.16 "Opère-moi si tu peux".

### Épisode 17:Après la mort
- États-Unis /  Canada : 18 mars 2012 sur ABC / CTV
- Belgique : 19 avril 2012 sur Be 1
- France : 
  - 31 mai 2012 sur Canal+
  - 7 novembre 2012 sur M6
- Québec : 10 juillet 2012 sur Radio-Canada

- États-Unis : 9,03 millions de téléspectateurs[33]
- Canada : 1,734 million de téléspectateurs[34]

- Kathryn Joosten (Mme McCluskey)
- Mason Vale Cotton (MJ Delfino)
- Lupe Ontiveros (Mama Solis)
- Andrea Bowen (Julie Mayer)
- Andrea Parker (Jane)
- Rebecca Wisocky (mère de Bree)
- Mackenzie Brooke Smith (Bree, jeune)
- Ned Schmidtke (révérend Lawson)
- Jose Zuniga (détective Heredia)
- Tuc Watkins (Bob Hunter)
- Kevin Ashworth (homme des pompes funèbres)
- Steven Culp (Rex Van de Kamp)
- Michael Dempsey (détective Murphy)
- Brandon Ford Green (policier)
- James Denton (Mike Delfino)

- Plusieurs contradictions apparaissent lors de cet épisode :
  - Dans le second flashback, quand Tom montre à Lynette leur maison à Wisteria Lane, on aperçoit la cuisine extérieure de Bree alors que la scène est censée se produire avant la première saison et que cette cuisine a été construite entre la quatrième et la cinquième saison.
  - Dans l'épisode 23 de la deuxième saison, lorsque la famille Scavo emménage à Wisteria Lane, Lynette est en début de grossesse de Porter et Preston, alors que dans cet épisode, Lynette est enceinte d'environ sept mois.
- Ce titre est exactement le même que celui du film de Claude Lelouch sorti en 1976, Si c'était à refaire.

### Épisode 18:Des occasions à ne pas rater
- États-Unis /  Canada : 25 mars 2012 sur ABC / CTV
- Belgique : 26 avril 2012 sur Be 1
- France : 
  - 7 juin 2012 sur Canal+
  - 14 novembre 2012 sur M6
- Québec : 17 juillet 2012 sur Radio-Canada

- États-Unis : 8,81 millions de téléspectateurs[35]
- Canada : 1,484 million de téléspectateurs[36]

- Darcy Rose Byrnes (Penny Scavo)
- Mason Vale Cotton (MJ Delfino)
- Shawn Pyfrom (Andrew Van de Kamp)
- Andrea Bowen (Julie Mayer)
- Andrea Parker (Jane)
- Ashley Austin Morris (Mary Beth)
- Michael Dempsey (Det. Murphy)
- Jose Zuniga (Det. Heredia)
- Matt Winston (Lazaro)
- Molly Hagan (Gillian)
- Mary Pat Gleason (Mrs. Butters)
- Jeffrey Self (Brian)
- Ian Jensen (Bryan)
- Rebecca Larsen (sales clerk)

- Dans cet épisode, Gabrielle ne parle que de son travail de mannequin, alors qu'elle a en réalité exercé d'autres emplois, notamment celui de vendeuse en produits cosmétiques dans la saison 1.
- Ce titre est une parodie du film Confessions d'une accro du shopping.
- Dernière apparition de Shawn Pyfrom (Andrew Van de Kamp).

### Épisode 19:Une tournure inattendue
- États-Unis /  Canada : 1er avril 2012 sur ABC / CTV Two
- Belgique : 3 mai 2012 sur Be 1
- France :
  - 7 juin 2012 sur Canal+
  - 14 novembre 2012 sur M6
- Québec : 24 juillet 2012 sur Radio-Canada

- États-Unis : 8,49 millions de téléspectateurs[37]

- Andrea Parker (Jane)
- Joel Murray (Alan)
- Andrea Bowen (Julie Mayer)
- Tuc Watkins (Bob Hunter)
- Kevin Rahm (Lee McDermott)
- Michael Dempsey (Det. Murphy)
- Jose Zuniga (Det. Heredia)
- Sarah Zimmerman (Jennie)
- Matt Winston (Lazaro)
- Scott Bakula (Trip Weston)
- Stephanie Jones (Laura)
- Mary Jo Catlett (Debi Brown)
- Bill Stevenson (Barry)
- Steven Connor (Jack)
- Sean Kanan (Jason)
- Nancy Youngblut (Mrs. Howe)
- Sharon Muthu (police clerk)
- Jefferson Cox (male stripper)

### Épisode 20:Le Pouvoir
- États-Unis /  Canada : 29 avril 2012 sur ABC / CTV
- Belgique : 10 mai 2012 sur Be 1
- France : 
  - 14 juin 2012 sur Canal+
  - 21 novembre 2012 sur M6
- Québec : 31 juillet 2012 sur Radio-Canada

- États-Unis : 8,02 millions de téléspectateurs[38]
- Canada : 1,452 million de téléspectateurs[39]

- Darcy Rose Byrnes (Penny Scavo)
- Daniella Baltodano (Celia Solis)
- Mason Vale Cotton (MJ Delfino)
- Andrea Parker (Jane)
- Kevin Rahm (Lee McDermott)
- Reed Diamond (Gregg)
- Tuc Watkins (Bob Hunter)
- Scott Bakula (Trip Weston)
- Alyson Reed (Juge Conti)
- Doris Roberts (Doris)
- Christina Chang (D.A. Stone)
- Josh Latzer (garbage truck driver)

- - Il semble que le bureau de Tom (initialement redécoré par Lynette et Renée) ait changé, ainsi que son patron (l'homme qui se présente comme tel n'est pas celui qui a offert le poste à Tom), ainsi que son importance au sein de l'entreprise.

### Épisode 21:Des émotions intenses
- États-Unis : 6 mai 2012 sur ABC
- Canada : 13 mai 2012 sur CTV
- Belgique : 10 mai 2012 sur Be 1
- France : 
  - 14 juin 2012 sur Canal+
  - 21 novembre 2012 sur M6
- Québec : 7 août 2012 sur Radio-Canada

- États-Unis : 9,22 millions de téléspectateurs[40]

- Joshua Logan Moore (Parker Scavo)
- Darcy Rose Byrnes (Penny Scavo)
- Daniella Baltodano (Celia Solis)
- Andrea Parker (Jane)
- Charlie Carver (Porter Scavo)
- Andrea Bowen (Julie Mayer)
- Kevin Rahm (Lee McDermott)
- Max Carver (Preston Scavo)
- Reed Diamond (Gregg Limon)
- Brit Morgan (Lindsay)
- Scott Bakula (Trip Weston)
- Alyson Reed (Juge Conti)
- Robin McDonald (teacher)
- Christina Chang (Procureur Stone)
- Myrna Velasco (girl)
- Bernard K. Addison (coroner)
- Victoria Kelleher (housewife no. 1)
- Casey Williams (housewife no. 2)
- Carmella Riley (femme enceinte no. 1)
- Yennifer Behrens (femme enceinte no. 2)
- Adrianne Richards (femme enceinte no. 3)

Prise de remords, Lynette dissuade le patron de Tom d'envoyer ce dernier en Inde. Tom va se faire renvoyer de sa boite après avoir frappé son patron car ce dernier tenait des propos insultants envers Lynette. Tom et Jane finissent par rompre lorsqu'elle découvre que Tom aime toujours sa femme. Elle lui avoue qu'elle a toujours su les sentiments qu'il éprouvait pour Lynette et qu'elle se voilait la face. En voulant lui rendre visite, Tom aperçoit à travers la fenêtre un homme en train de déshabiller Lynette et donc retourne sur ses pas (sans savoir qu'il s'agit de Lee).

### Épisode 22:L'Aveu
- États-Unis /  Canada : 13 mai 2012 sur ABC / CTV
- Belgique : 13 mai 2012 sur Be 1 (En direct des États-Unis)
- France : 
  - 21 juin 2012 sur Canal+
  - 28 novembre 2012 sur M6
- Québec : 14 août 2012 sur Radio-Canada

- États-Unis : 11,12 millions de téléspectateurs[41]
- Canada : 1,599 million de téléspectateurs[42]

- Kathryn Joosten (Karen McCluskey)
- Darcy Rose Byrnes (Penny Scavo)
- Kevin Rahm (Lee McDermott)
- Orson Bean (Roy Bender)
- Scott Bakula (Trip Weston)
- Alyson Reed (Juge Conti)
- Gibby Brand (Fred Newman)
- Jill Basey (Jean Newman)
- Aaron Norvell (l'huissier)
- Christina Chang (Procureur Stone)
- Stephen Ramsey (sheriff)
- Ewan Chung (Greffier)

Karen McCluskey est mal en point, et elle entre en phase terminale de son cancer. Elle souhaite mourir chez elle, et les quatre amies proposent de se relayer chez elle pour s'occuper d'elle. Susan souhaite quitter Wisteria Lane, et fait visiter d'ores et déjà sa maison, mais attend le moment propice pour l'annoncer aux filles. Pendant ce temps, le procès de Bree continue, et les choses empirent lorsque Ben est amené à témoigner contre elle. Heureusement, il fait preuve de loyauté et se tait obstinément, et se retrouve en prison. A quelques jours de son mariage imminent, Renee, ayant vu Bree cette nuit-là, choisit Ben, que la procureure menace de renvoyer en Australie, au lieu de ses amies lorsqu'elle comprend qu'elles ne lui ont pas fait confiance, et témoigne contre Bree sur l'affaire (la nuit du meurtre, elle l'avait vue porter une pelle et couverte de boue. 

### Épisode 23:La vie est un cadeau
- États-Unis /  Canada : 13 mai 2012 sur ABC / CTV
- Belgique : 13 mai 2012 sur Be 1 (En direct des États-Unis)
- France : 
  - 21 juin 2012 sur Canal+
  - 28 novembre 2012 sur M6
- Québec : 21 août 2012 sur Radio-Canada

- États-Unis : 11,12 millions de téléspectateurs[41]
- Canada : 1,599 million de téléspectateurs[42]

- Dana Delany (Katherine Mayfair)
- Christine Estabrook (Martha Huber)
- Kathryn Joosten (Karen McCluskey)
- Andrea Bowen (Julie Mayer)
- Scott Bakula (Trip Weston)
- Kevin Rahm (Lee McDermott)
- Tuc Watkins (Bob Hunter)
- Orson Bean (Roy Bender)
- Charlie Carver (Porter Scavo)
- Roger Bart (George Williams)
- Richard Burgi (Karl Mayer)
- Steven Culp (Rex Van de Kamp)
- James Denton (Mike Delfino)
- Maria Cominis (Mona Clarke)
- Justine Bateman (Ellie Leonard)
- Kiersten Warren (Nora Huntington)
- Ellen Geer (Lillian Simms)
- Emily Bergl (Beth Young)
- Jonathan Cake (Chuck Vance)
- Valerie Mahaffey (Alma Hodge)
- David Starzyk (Bradley Scott)
- Lupe Ontiveros (Mama Solis)
- Brenda Strong (Mary-Alice Young)
- Lindsey Kraft (Jennifer)
- Roselyn Sanchez (Carmen Verde)
- Marc Cherry (déménageur #1)
- Bob Daily (déménageur #2)

Katherine Mayfair est de retour à Wisteria Lane. Après s'être séparée de Robin trois mois après avoir emménagé à Paris, et monté une affaire de cuisine qui a eu énormément de succès, elle compte étendre son marché au niveau mondial, et propose à Lynette de diriger la section américaine, à New York. Mais cette opportunité risque fortement de contrarier la réconciliation de son couple. Quant à Gabrielle, elle reçoit une promotion, et devient ni plus ni moins la directrice de sa section. Obligée de travailler beaucoup, elle rentre tard à la maison, laissant un Carlos seul à dîner devant une chaise vide. Pour s'excuser, elle lui a cependant offert une montre, et la situation n'est pas sans rappeler le tout début de la série où les rôles étaient inversés : c'était Carlos qui travaillait beaucoup et tentait de se rattraper avec des cadeaux. Pour se jouer de Gaby, Carlos engage un nouveau jardinier qui n'est autre qu'une séduisante jeune femme, afin de lui rappeler sa liaison avec John Rowland. 
Le mariage de Renee et Ben est imminent, et la mariée est vraiment survoltée. Alors qu'elle se rend à son mariage dans une limousine accompagnée de Gabrielle, Susan et Julie, cette dernière perd les eaux, ruinant la robe de Renee. Un détour par la boutique de Gabrielle s'impose afin de choisir une nouvelle robe, mais Susan se refuse à ce que sa petite-fille naisse à l'arrière d'une voiture de luxe, et sans attendre que Renee et Gabrielle ressortent de la boutique, elle se dirige vers l'hôpital. N'ayant plus de moyen de transport, et avec une robe de mariée volée sur le dos, les deux amies se rendent au mariage en courant. 
Bree refuse de pardonner à Trip depuis qu'il a utilisé ce qu'elle lui a avoué pendant son procès alors qu'elle lui avait explicitement demandé de ne pas s'en servir. Karen, dont les heures sont de plus en plus comptées, demande à Bree de lui trouver sa chanson favorite sur disque phonographique pour ses funérailles, mais elle est incapable de lui trouver. Karen, dans un ultime effort pour rapprocher Bree et Trip, demande à ce dernier de s'en charger et il y parvient, et c'est sur son morceau préféré que Karen McCluskey s'éteint. 
Lors du mariage, Bree croise Trip (qui a été invité par Ben), et se réconcilie avec lui. Lynette finit par accepter le poste que Katherine lui propose, et Tom, bien que réticent au début, accepte de la suivre dans cette aventure. Gabrielle reproche son tour à Carlos, sa liaison avec John étant ce qui lui fait le plus honte dans sa vie, mais elle et Carlos concluent qu'ils ont bien changé depuis toutes ces années. Lors d'une ultime partie de poker, avant le départ de Susan, les Housewives dressent un bilan et voient à quel point les choses vont radicalement changer avec le départ de Susan. Les quatre amies se promettent de se réunir comme avant pour jouer au poker, mais la voix de Mary Alice se fait entendre et révèle que cette promesse ne sera pas tenue même si la promesse était sincère. 
En effet, un mois après cette ultime partie de poker, Lynette quitte Wisteria Lane et s'installe à New-York avec Tom. Elle goûtera ainsi aux joies des grandes responsabilités que lui offre son nouveau poste de PDG, elle aura un appartement avec vue sur Central Park, puis aura de nombreux petits-enfants, sur qui elle pourra crier comme autrefois. L'année suivante, Gabrielle, avec l'aide de Carlos, montera sa propre affaire, qui aura énormément de succès, et ils iront habiter dans un cadre paradisiaque en Californie, même si les disputes seront toujours fréquentes. Deux ans plus tard, Bree, désormais mariée avec Trip, quittera le lotissement pour s'installer à Louisville, où elle rejoindra un groupe de femmes conservatrices et s'engagera en politique jusqu'à être élue à l'Assemblée générale du Kentucky.
- Marc Cherry (le créateur de la série) et Bob Daily (le producteur exécutif de la huitième saison) apparaissent à la fin de l'épisode où ils tiennent le rôle des déménageurs de Susan.
- La scène au supermarché entre Lynette et son ancienne collègue Natalie, est un clin d'œil à une scène du premier épisode de la série intitulé Ironie du sort.
- Lors du flashback de l'arrivée à Wisteria Lane de Mary Alice, la façade de sa maison est peinte en vert, or à cette époque, elle était peinte en jaune ; elle est peinte en vert à partir de la cinquième saison.
- Lorsque les personnages décédés au cours de la série apparaissent, beaucoup manquent à l'appel : Edie Britt, Ida Greenberg, Victor Lang, Eli Scruggs, Felicia Tilman, Patrick Logan, Wayne Davis, Matthew Applewhite, Carolyn Bigsby, Sylvia Greene, Deirdre Taylor, Noah Taylor, Frank Kaminsky, Irina Korsakov, Rebecca Shephard, Lila Dash, Paige Dash, Dr. Samuel Heller, Alejandro Perez, Curtis Monroe, Ralph (l'un des jardiniers des Solis), Al (comptable des Solis), Barbara Orlofsky, Emily Portsmith, Jeff Bicks et Daphne Bicks.
- Le camion de déménagement qui croise la voiture de Susan à la fin de l'épisode apparaît également dans le dernier épisode en deux parties de la deuxième saison intitulé Rebondissements à Wisteria Lane (1/2) : c'est le camion que Susan a utilisé pour son emménagement à Wisteria Lane, et dans lequel elle s'est retrouvée coincée.
- En guise de clin d'œil, Roselyn Sánchez apparaît dans le rôle de Carmen Verde, la nouvelle jardinière des Solis. On la retrouvera par la suite dans Devious Maids, la nouvelle série de Marc Cherry.  C'est également une des meilleures amies d'Eva Longoria avec qui elle a joué dans la série Dragnet (L.A. Dragnet). Elle avait elle aussi auditionné pour le rôle de Gabrielle Solis.
- Lorsque Lynette, retraitée, est dans le parc avec ses six petits enfants, nous voyons six très jeunes enfants, or sa première petite fille Sophie est beaucoup plus âgée à ce moment-là.